# Liste des maires de Mauléon-Barousse

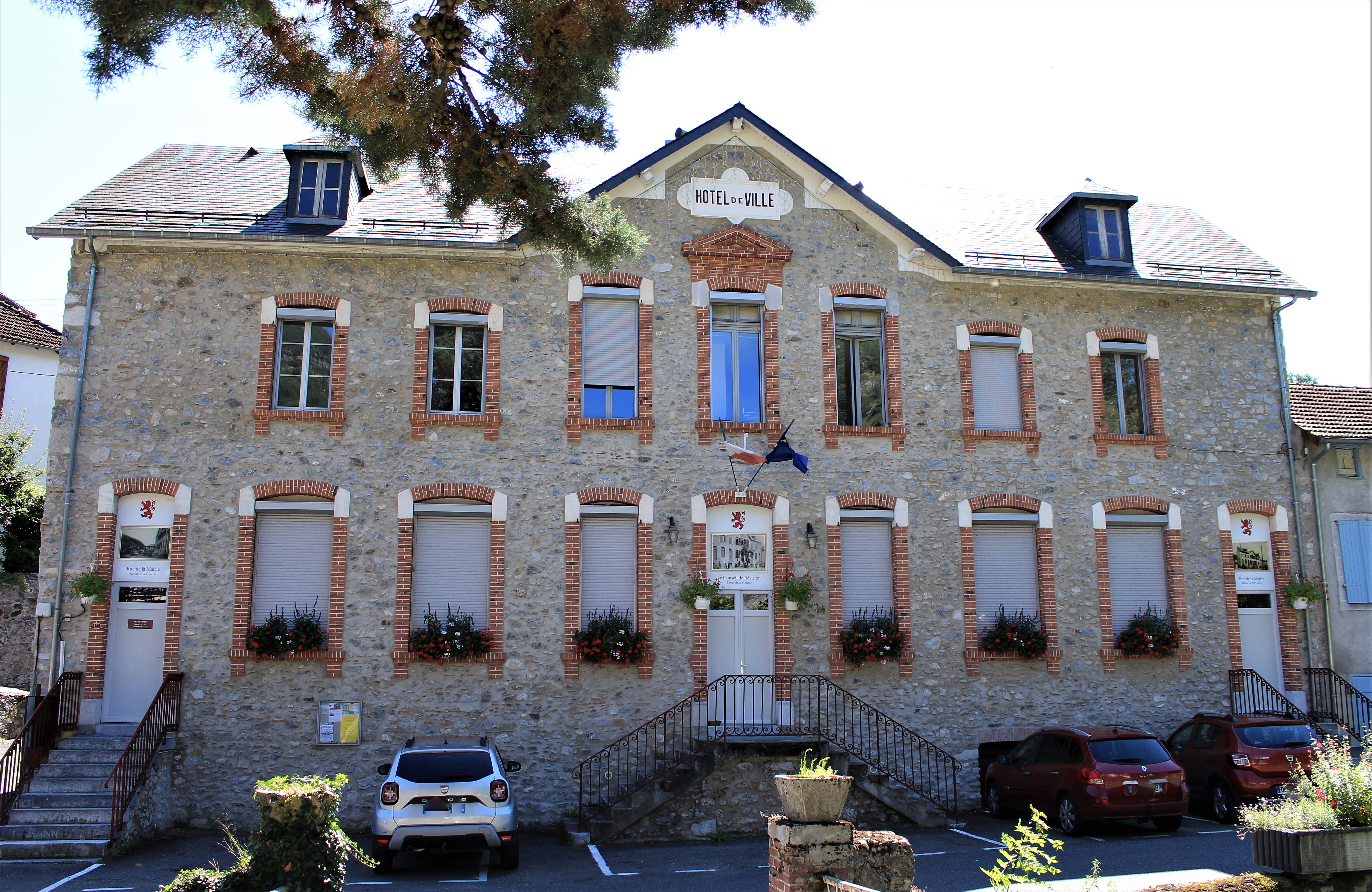
La mairie en 2023.

## Liste des maires
| Période                                  | Période  | Identité                  | Étiquette          | Qualité                          |
| ---------------------------------------- | -------- | ------------------------- | ------------------ | -------------------------------- |
| Les données manquantes sont à compléter. |          |                           |                    |                                  |
| 1900                                     | 1919     | Louis Prosper Noguès      |                    |                                  |
| 1919                                     | 1923     | Aimé Roques               |                    |                                  |
| 1923                                     | 1926     | Jean-Marie Ribaut         |                    |                                  |
| 1926                                     | 1941     | François Grezide          |                    |                                  |
| 1941                                     | 1941     | Jean-Marie Baron          |                    |                                  |
| 1941                                     | 1948     | René Rivières             | Radical-Socialiste |                                  |
| 1948                                     | 1953     | Joseph Ferrère            |                    |                                  |
| mars 1953                                | 1971     | Louis Arcangeli           |                    |                                  |
| mars 1971                                | 1991     | Pierre Baron              | PS                 | Conseiller général (1973 - 1979) |
| 1991                                     | 2001     | Émile Soulé               |                    |                                  |
| mars 2001                                | en cours | Ginette Barthie-Fortassin |                    |                                  |